# 루라스
루라스(Luras, 사르데냐어: Lùras, 갈루레세어: Lùris)는 이탈리아의 사르데냐 주, 사사리도에 위치한 코무네이다. 칼리아리 북쪽으로 약 190 킬로미터 (120 mi), 올비아 서쪽으로 약 25 킬로미터 (16 mi) 떨어져 있다.
루라스는 다음 지방 자치체와 접한다: 아르차케나, 칼란자누스, 루오고산토, 산탄토니오디갈루라, 템피오파우사니아.

## 사람
- 마비에 바르단젤루 (1938년 출생), 연극 및 영화 배우
- 로베르토 디아나 (1983년 출생), 음악가, 작곡가 및 프로듀서